# Mystrium mysticum
Mystrium mysticum är en myrart som beskrevs av Julius Roger 1862. Mystrium mysticum ingår i släktet Mystrium och familjen myror. Inga underarter finns listade i Catalogue of Life.

## Bildgalleri

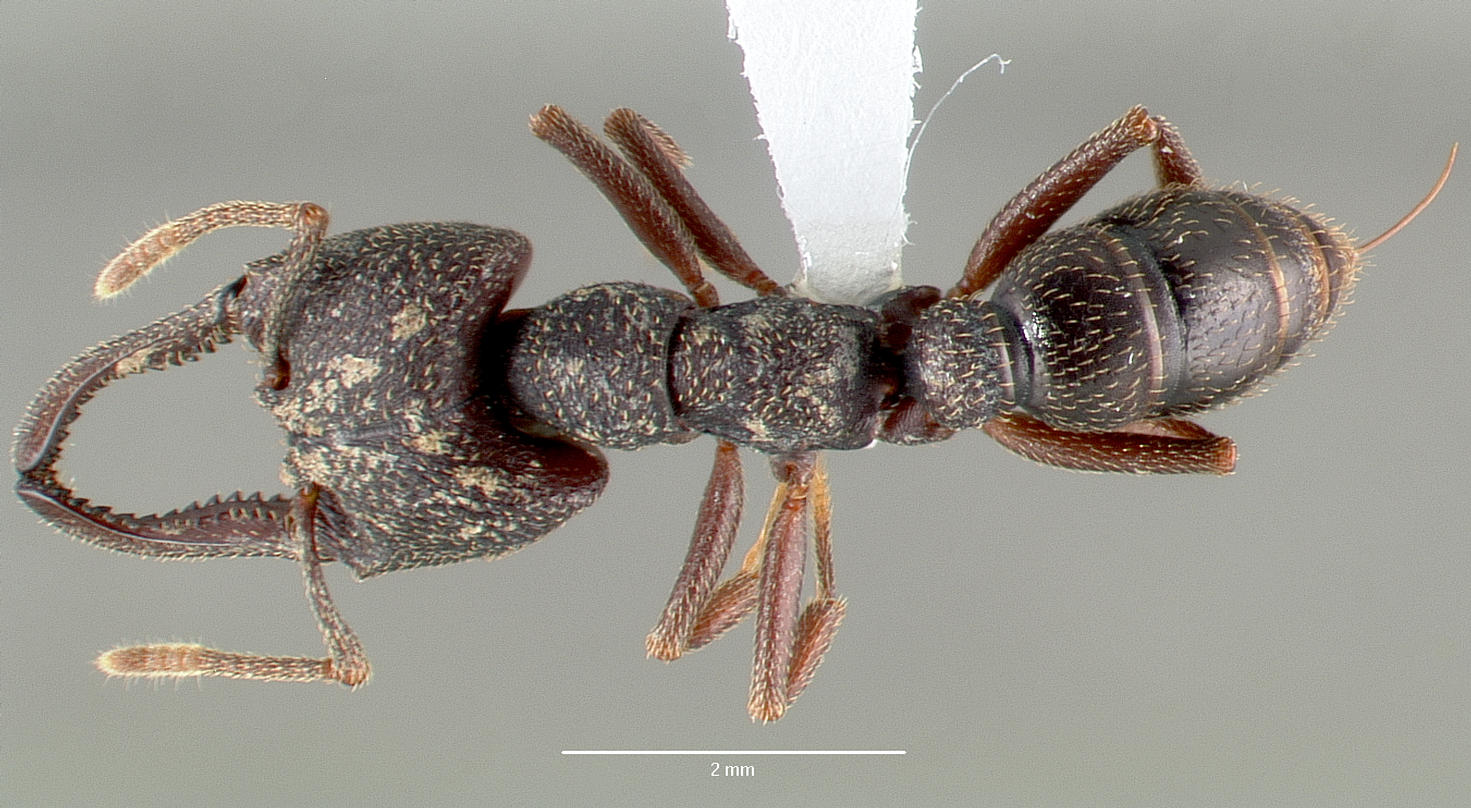
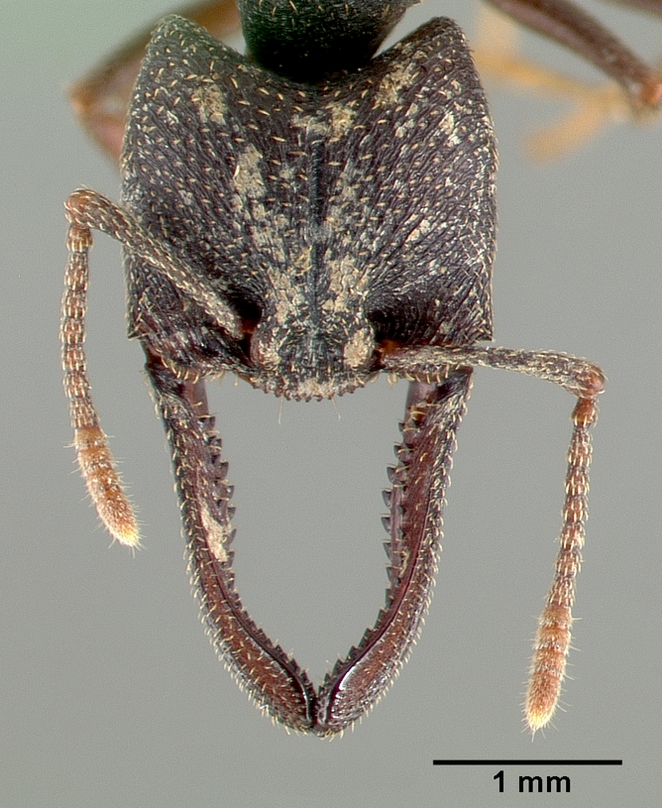
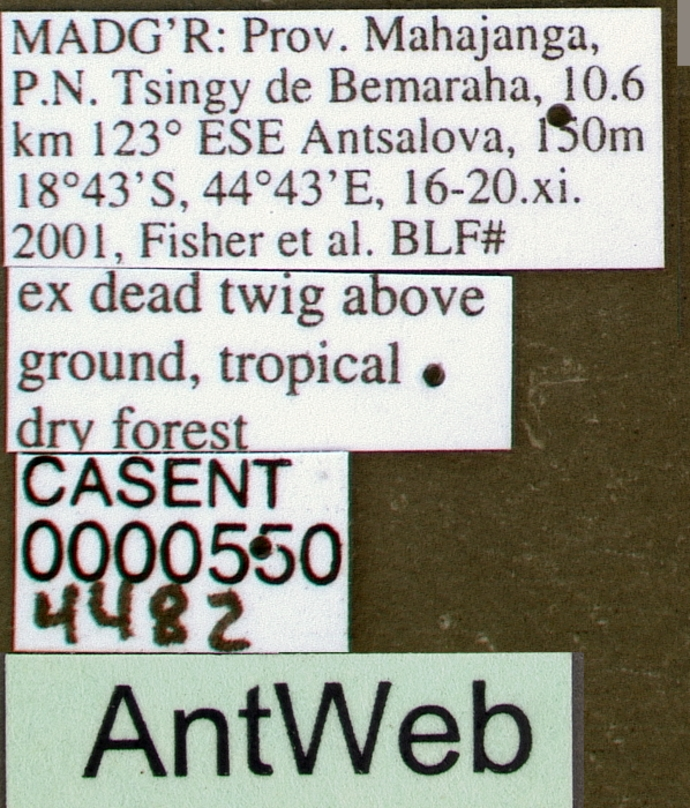
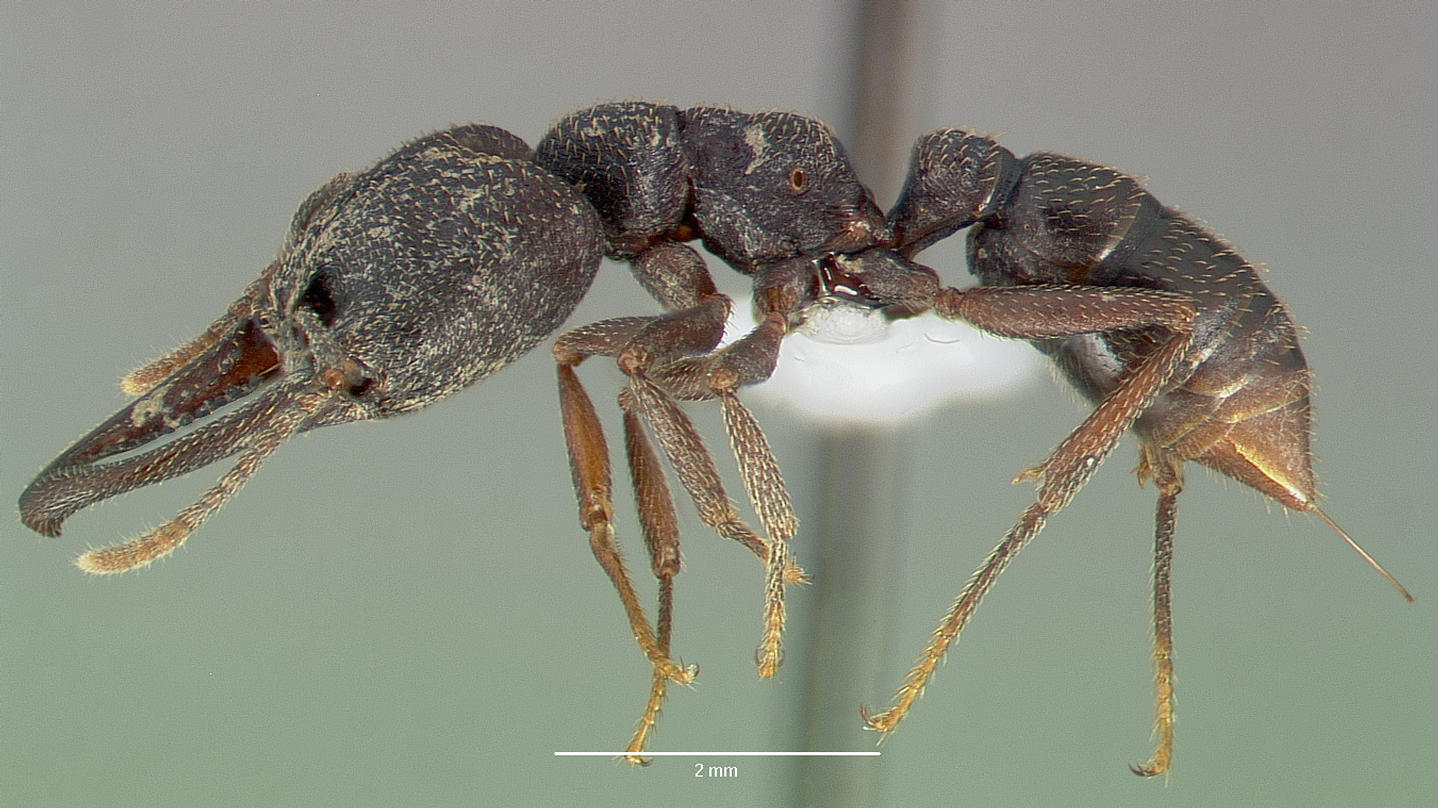
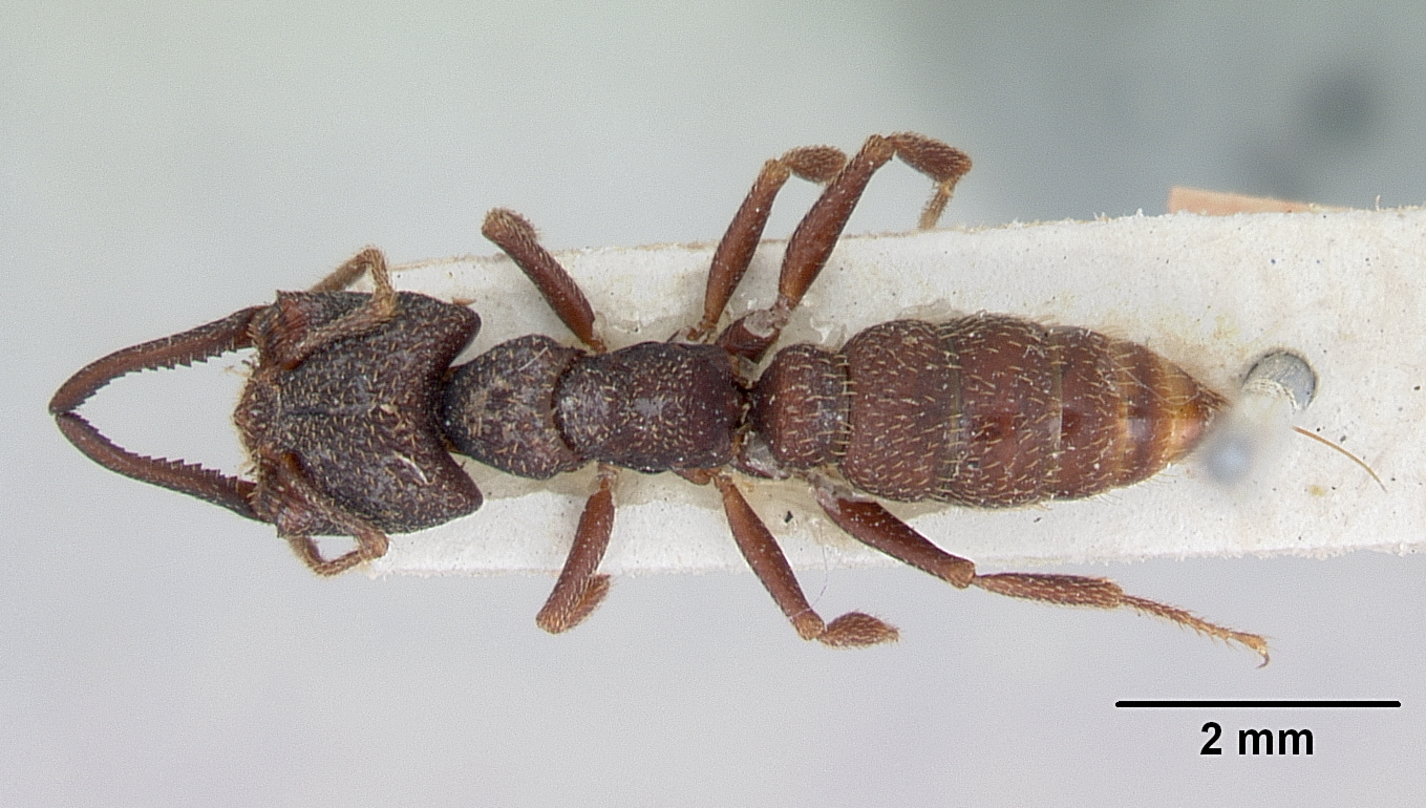
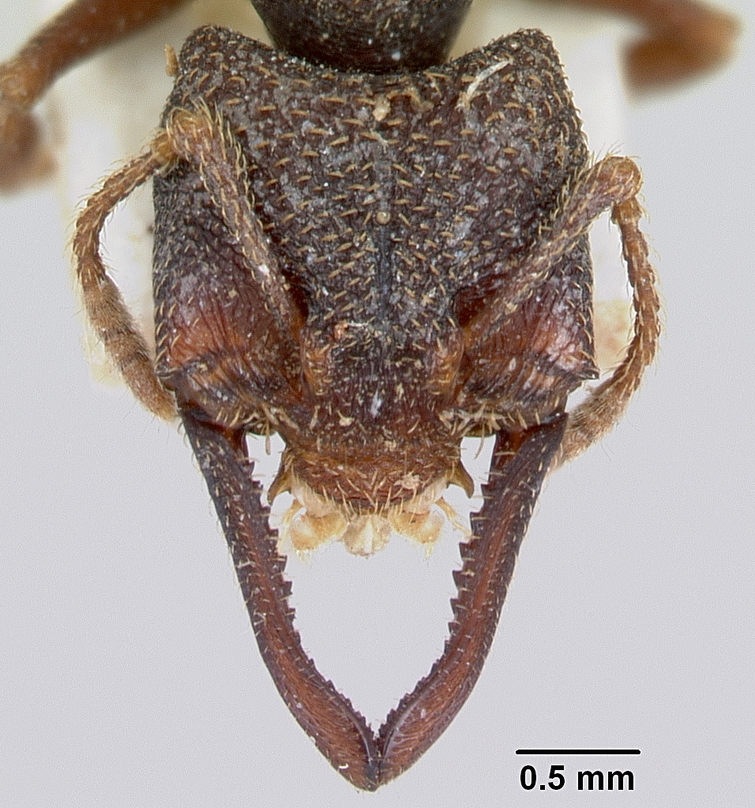